# Hideaki Učijama
Hideaki Učijama (1949 – 14. dubna 2014) byl japonský fotograf.

## Kariéra
Narodil se v roce 1949 v Kikugawě v prefektuře Šizuoka. V roce 1976 dokončil Tokijskou školu fotografie. Cestoval po Japonsku a fotografoval cestujících herce a loutkáře. V roce 1981 začal publikovat v časopise Asahi Graph, pro který fotografoval portréty mladých spisovatelů a hudebníků. Mezi významné osobnosti, které portrétoval patří například Mači Tawara. Od roku 1993 ho fascinovaly podzemní objekty v Tokiu, fotografoval podzemní svět tuzemských měst a založil hnutí „underground photography“. V roce 2000 získal cenu Nobua Iny za sérii „JAPAN UNDERGROUND; Underground Labyrinth II“. V roce 2006 cenu Kena Domona za „Japan underground 3“.
Dne 14. dubna 2014 zemřel ve svém domě v Kawasaki na krvácení do mozku. Bylo mu 65 let.

## Fotografické série
- Návrat do ostrovní země Jošioka Nintokuma Šoten 1989
- Sbírka fotografií pro mládež, Mači Tawara v životní velikosti Hideaki Učijama Midnight Sošoša 1989
- Procházka scenérií básníka ve větru mého rodného města Tawara Mači Kawade Šobo Šinša, 1992
- Plovoucí města Jošioka Šinbun Kodanša, 1993
- Jednoho dne ve slunném moři, cesta AIDS a Jutaka Hirata, Jošioka Jošioka Jomiuri Šimbun, 1994
- Japonské podzemí. 2 Aspekt, 2003
- Japonské podzemí. 3 Aspect, 2005
- Aspekt Tokio Demon, 2005
- Tokio Under Sugiematsu Reifumi Graphic-ša, 2006
- Aspekt Tokio Eden, 2007
- Japonské podzemí. 4 Aspect, 2008
- Moderní japonský adresář 2002